# Tillståndsekvation
Tillståndsekvation är inom fysiken och termodynamiken en ekvation som beskriver förhållandet mellan tillståndsstorheter. Mer specifikt kan en tillståndsekvation sägas vara en termodynamisk ekvation som ger ett matematiskt förhållande mellan två eller flera tillståndsfunktioner kopplade till en substans, exempel på sådana egenskaper är temperatur, tryck, volym eller inre energi.
Det främsta användningsområdet för tillståndsekvationer är för att bestämma tillståndet hos gaser och vätskor. En av de främsta och enklaste tillståndsekvationerna för detta syfte är ideala gaslagen som någorlunda noggrant kan beskriva tillståndet hos gaser vid låga tryck och måttliga temperaturer. Det finns i dag ett flertal tillståndsekvationer som lämpar sig i olika sammanhang, men det finns ingen ekvation som med stor noggrannhet kan beskriva alla fluider under alla förhållanden.